# بیوله
بیوله، روستایی از توابع بخش کلاشی شهرستان جوانرود در استان کرمانشاه ایران است. این روستا در ۲۲ کیلومتری شهرستان جوانرود و 3.5 کیلومتری شهر شروینه قرار دارد .
طبق اطلاعات سال ۱۳۹۶، این روستا طی زلزله ۷.۳ ریشتری که رخ داد و مرکز آن ازگله بوده ،۹۰ درصد خانه‌های مسکونی این روستا به دلیل فرسودگی تخریب شده‌اند و خوشبختانه تلفات جانی به همراه نداشته است. بعد از وقوع زلزله ، اکثر خانه های روستا دوباره از نو ساخته شدند. 

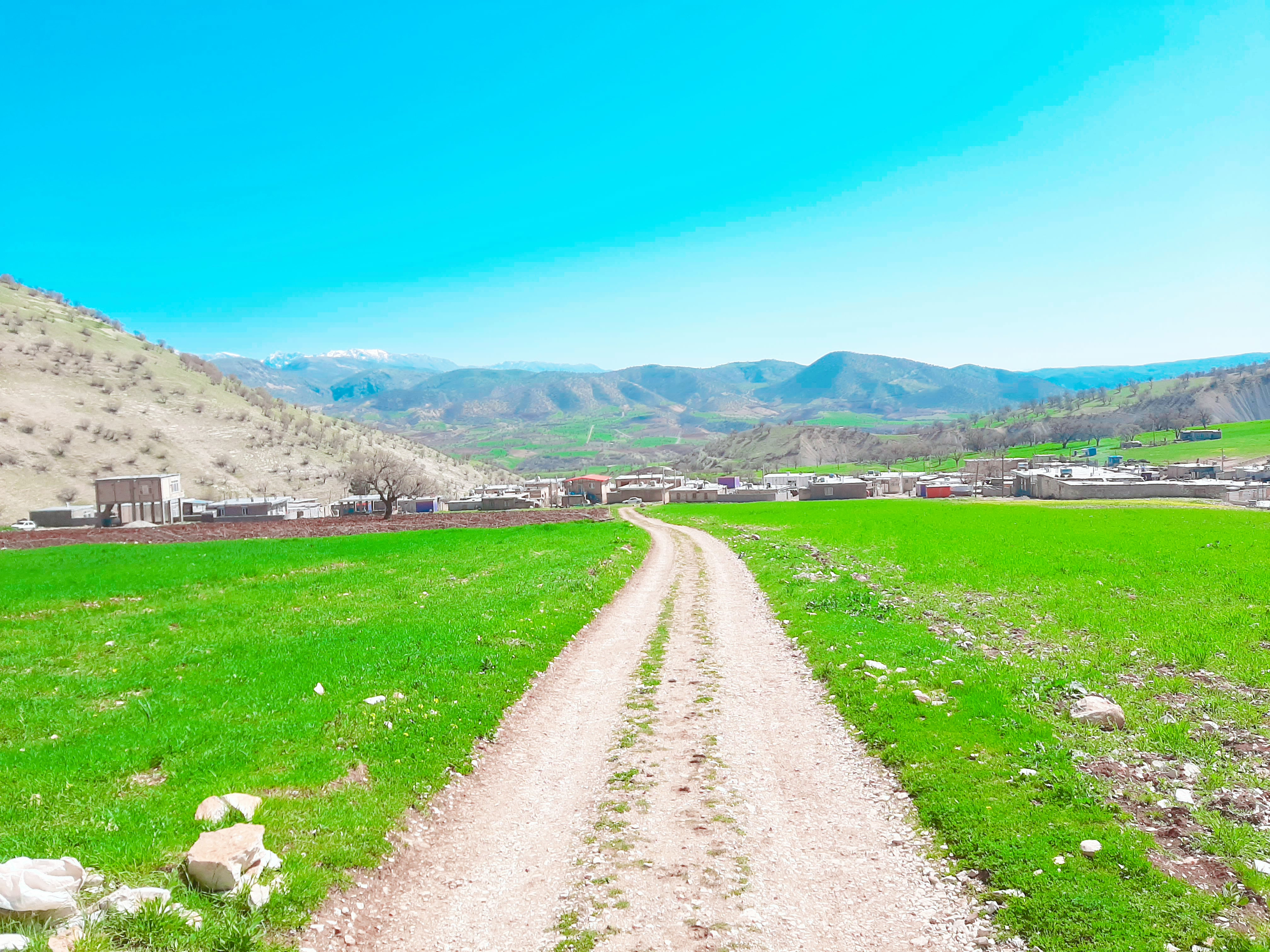

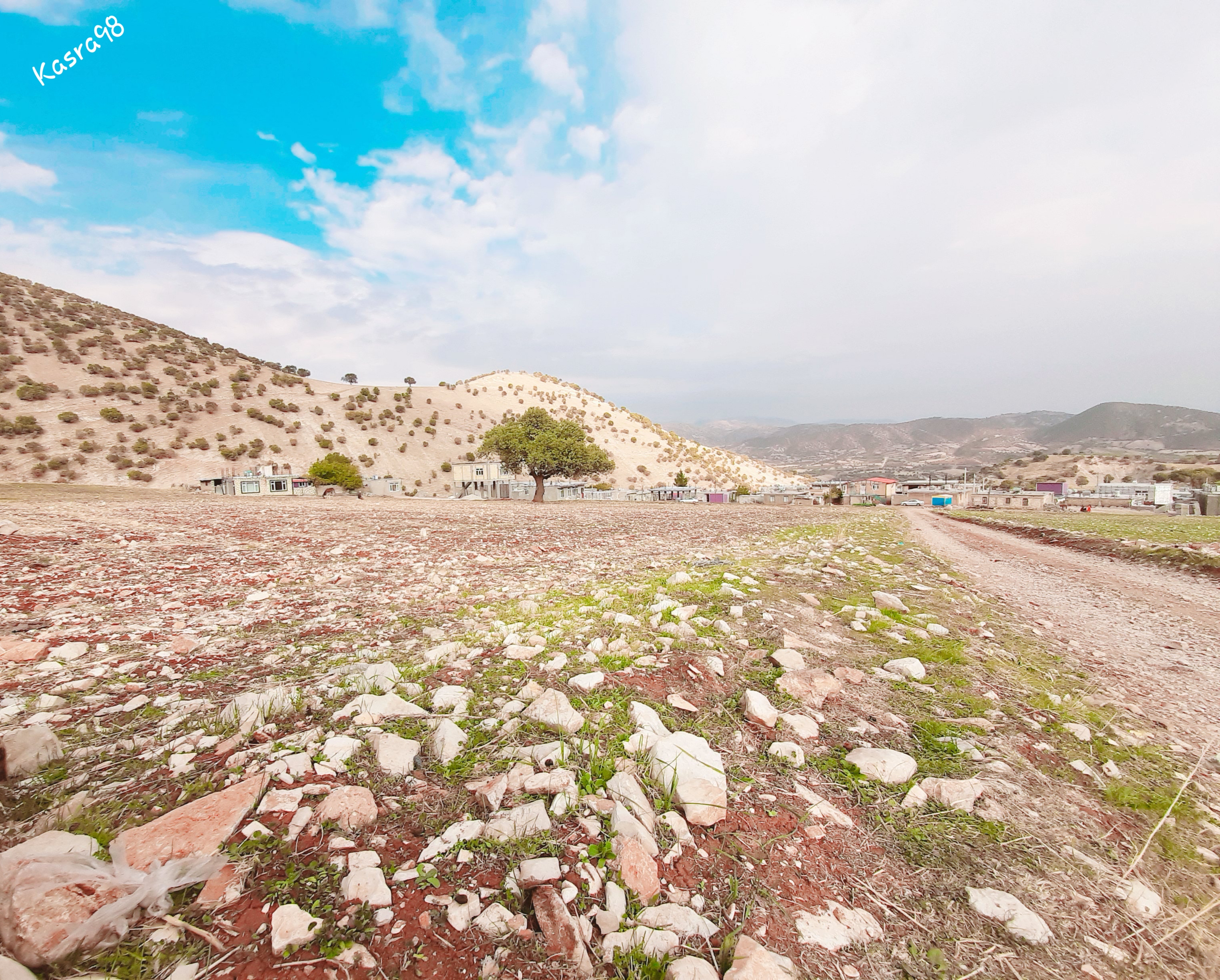

## جمعیت
براساس سرشماری مرکز آمار ایران در سال ۱۳۸۵، جمعیت آن ۴۳۴ نفر (۹۵خانوار) بوده‌است.